# Університет Палацького
Університет Палацького (чеськ. Univerzita Palackého v Olomouci; лат. Universitas Palackiana Olomucensis) — університет в місті Оломоуці. Оломоуцький університет, що носить ім'я історика Франтішека Палацького, був заснований єзуїтами в 1573 році і тим самим є другим за віком вищим навчальним закладом Чехії після Карлового університету.

## Факультети
- Теологічний факультет ім. Кирила і Мефодія
- Факультет фізичної культури
- Філософський факультет
- Медичний факультет
- Педагогічний факультет
- Юридичний факультет
- Природознавчий факультет
- Факультет медичних наук